# Resident Evil: The Mercenaries 3D
Resident Evil: The Mercenaries 3D, известная в Японии как Biohazard: The Mercenaries 3D (яп. バイオハザードザマーセナリーズ3D Байохадза:до дза Ма:сэнари:дзу 3D) — видеоигра, шутер от третьего лица, разработанная Capcom для Nintendo 3DS. Игра была анонсирована в 2010 году на конференции Nintendo в Японии. Mercenaries как мини-игры показаны в Resident Evil 4 и Resident Evil 5, где игроки должны победить столько врагов, сколько возможно в пределах установленного срока.
Музыкальная тема игры «Alone», используемая в телевизионных рекламных роликах, является одной из композиций альбома японской альтернативной рок-группы Kuroyume.

## Идея
Mercenaries 3D не является частью в серии и поэтому не имеет официальной истории. Игровой процесс игры направлен на получение наивысших возможных показателей благодаря неустанной борьбе выживших против волн врагов в различных обстоятельствах. Игровые персонажи из всей серии включают: Крис Редфилд, Джилл Валентайн, Альберт Вескер, Клэр Редфилд, Джек Краузер, Барри Бёртон, Ребекка Чемберс и Ханк, соревнуясь на картах из Resident Evil 4 и Resident Evil 5.

## Прочее
В демонстрации кооперативного режима на презентации игры Resident Evil: The Mercenaries 3D участвовали девушки японской пауэр-метал группы Aldious.

## Отзывы
| Сводный рейтинг | Сводный рейтинг |
| Агрегатор       | Оценка          |
| --------------- | --------------- |
| GameRankings    | 67,09 %         |